# Monchio
Monchio (Münch in dialetto frignanese) è una frazione di 257 abitanti del comune di Palagano, in provincia di Modena.
Un tempo per distinguerlo dai paesi con nome identico (il più importante dei quali è Monchio delle Corti nell'Appennino parmense) si suoleva chiamarlo Monchio nel Frignano, ma sono ormai svariati decenni (almeno dalla fine della seconda guerra mondiale) che i confini del Frignano vengono fatti coincidere ad occidente con quelli del comune di Polinago. Probabilmente essi erano un tempo molto più estesi verso il reggiano, ad ovest, ma essendo il centro di interesse "gravitazionale" della comunità frignanese la cittadina di Pavullo, essi si restrinsero nella percezione dei locali, nell'area intorno a detto paese. Del Frignano, il territorio monchiese, conserva certamente caratteristiche, lingua e attitudini.
Il nome deriva dalla contrazione volgare del nome latino "Mons" ("monte", "il Monte"), probabilmente nella sua declinazione plurale "Plebs Montium" (Pieve dei monti), in parte perché il suo territorio comprende la vetta dell'Alpe di Santa Giulia (935 m), in parte perché la chiesa di Santa Giulia, che sorge sulla vetta dell'omonima cima (982 m), fu centro molto importante nei primi secoli della cristianizzazione dell'Appennino modenese, ed ebbe a lungo funzioni, appunto, plebane.

## Geografia fisica
Il territorio è molto esteso e raggruppa oggi almeno tre zone che furono nei secoli distinte:
La prima è la sezione sud orientale, coincidente con la frazione di Lama di Monchio, la seconda è la zona centrale, che si raggruppa intorno al nuovo centro abitato costruito intorno alla Parrocchiale (dedicata alla BV Assunta costruita negli anni venti del XX secolo) e all'antico castello (di cui non rimane più alcuna traccia se non l'organizzazione delle costruzioni in "incastellamento") e che ha finito con il concentrare la maggioranza della popolazione e a conglobare l'originaria parrocchia della Monchio "alta" di Santa Giulia; la terza sezione è la zona bassa, ampiamente spopolata, che raggiunge il fiume Dolo-Dragone, e che era un tempo collegata al vicino territorio di Vitriola-Montefiorino, gravitando intorno ai centri di "Mogno" e alla Parrocchia di San Vitale (Chiesa di origine romana).
Il territorio è ricco di monumenti in memoria dello storico eccidio avvenuto durante la fine della seconda guerra mondiale da parte delle truppe nazifascista, tra i più importanti sono visitabili il monumento in memoria dei caduti situato nella piazza del paese (750 m), il vasto "Parco dei Caduti", situato nella parte centrale del paese, impreziosito dalla maestosa "Statua del Cristo" nella quale hanno partecipato alla costruzione diverse nazioni.
Inoltre nel secondo, verde e boscoso, parco di Monchio (situato nell'Alpe di Santa Giulia) è possibile ammirare il grande monumento circolare, che fa da punto cardine del parco insieme all'antica chiesa, composto da 14 monumenti rappresentanti il desiderio di pace per ricordare la Resistenza e le terribili vicende a cui è stato sottoposto il territorio. Quest'ultima opera è stata promossa dalla provincia di Modena e vi hanno partecipato alla realizzazione scultori internazionali provenienti da diverse nazioni.

## Storia
La franosità del territorio e i successivi insediamenti a partire dal Medioevo, non permettono di confermare un'eventuale origine romana del paese anche se i ritrovamenti nei vicini centri di Susano e Saltino di materiale fittile di epoca romana, possono indurre a considerazioni sul popolamento legato alle distribuzioni di terre in epoca tardorepubblicana-imperiale. Certo questi luoghi furono ampiamente frequentati precedentemente, a partire dal neolitico, come dimostrano ad esempio i siti saggiati in località "Campagnola" di Costrignano, confinanti al territorio del paese e, soprattutto il ritrovamento di una spada in bronzo rinvenuta sulla sommità dell'Alpe di Santa Giulia. I lavori di restauro all'interno dell'edificio, durante l'estate 2015, hanno messo in rilievo ampi strati di ceneri e materiali fittili che suggeriscono frequentazioni a scopo rituale o votivo. Tali timportantissimi ritrovamenti, tuttavia, nulla dicono di eventuali insediamenti stabili in epoche preromane; è infatti ormai quasi certo che le culture padane sviluppatesi stabilmente lungo la fascia pedemontana appenninica a partire dal 1000 a.C. legate alla cultura delle terramare, svilupparono culti totemici per i corsi d'acqua e soprattutto le cime dei monti, pertanto il seppellimento di una spada sulla cima più alta del basso Appennino, può ricondursi ad uffici sacrali.
Certo il sito fu frequentato ampiamente e ripetutamente fin dal neolitico, come dimostrano i ritrovamenti di ossa e le tracce di focolari accesi periodicamente. Tuttavia, il popolo che le fonti ci dicono abitasse la zona in epoca preromana, i Liguri Friniati, non ebbe costituzione stabile fino all'età storica, inoltre considerazioni linguistiche che meriterebbero probabilmente approfondimenti, fanno sospettare che la "nuce" del popolamento locale sia legata piuttosto all'elemento celtico che penetrò (forse) dalla pianura a partire solo dal VI secolo a.C.
Anche per l'alto medioevo né le fonti né gli studi archeologici possono confermare alcunché, tuttavia qualche considerazione fondata si può fare:
le due più antiche chiese del Paese sono dedicate entrambe a santi legati agli scontri tra longobardi e bizantini (Santa Giulia e San Vitale); poco lontano, nel reggiano, tra Carpineti e San Cassiano (anche questi è santo con forti legami bizantini) sorgeva l'abbazia (di cui oggi quasi non rimane più traccia) dedicata sempre a San Vitale; inoltre il paese è situato in un'area compresa tra le due fortezze greche attestate del "Verabolo" (probabilmente alle pendici della pietra di Bismantova) e del "Feronio" (In un'area imprecisata tra Pavullo e Sestola); 
questi indizi ci fanno pensare che l'origine, se non degli insediamenti almeno della cristianizzazione di questi luoghi, sia da legare alla conquista Bizantina del VI secolo d.C. e alla lotta spietata che condusse questi a resistere bellicosamente, mentre gli ariani Longobardi, veloci conquistatori della pianura, prendevano valle dopo valle l'Appennino emiliano da ovest verso est nel periodo che va dal 560 alla metà dell'VIII secolo.
Fattostà che il territorio entra nella storia quando le casate franche nel X e nell'XI secolo prendono il posto delle (o più probabilmente confluiscono nelle) famiglie longobarde che controllano il territorio dalla vicinia "Arimannia " di Romanoro.
È la gloriosa epoca supponide, coronata dal lungo governo di Matilde di Canossa. Tuttavia, il territorio non godrà mai appieno dei benefici dello stato matildico, e neppure del governo della nascente abbazia di Frassinoro, ponendosi in effetti a cavallo tra le spinte espansionistiche delle nascenti contee fudali, dei poteri secolari degli Abati frassinoresi, e delle velleità del comune di Modena. Monchio fu pertanto a lungo spezzata in due, tra la contea di Gombola, che controllava la sommità del monte Santa Giulia (e quindi anche la sua zona centrale) e le sue corti periferiche, il Mogno (San Vitale) e Lama, che gravitavano piuttosto intorno all'abbazia padrona dell'oltrefiume.
Nel XIV secolo, al termine delle lotte feudali, i Da Gombola dovettero rinunciare ai propri possedimenti, l'Abbazia di Frassinoro finì per cedere la propria autonomia e il comune di Modena prese il definitivo controllo cedendolo poi ai Duchi d'Este. Monchio rimase tuttavia largamente isolato dalle vie di comunicazioni dello stato estense che utilizzavano sì la valle del Dragone per giungere al Passo delle Radici e quindi alla Garfagnana, ma dall'altro lato della valle. L'unica strada carrozzabile fu costruita solo dopo l'Unità d'Italia giungendo a Monchio da Sud, lungo la direttrice Savoniero, Susano Costrignano. Tale strada terminava in piazza e rendeva lungo e tormentoso il percorso per scendere con i mezzi moderno verso la pianura (tale strada provinciale fu poi prolungata per collegarsi a Saltino solo negli anni cinquanta). Proprio l'isolamento del paese fu cagione dell'inizio delle sue disgrazie: a Monchio infatti si ritirò prima del definitivo scioglimento il corso "Zodiaco" comandato dal colonnello Giovanni Duca dell'Accademia militare di Modena che rientrava dopo un campo alle Piane di Mocogno l'8 settembre 1943. La presenza di armi e materiale, in parte poi sequestrato dalle autorià militari tedesche, fu tra i motivi della nascita delle prime formazioni partigiane locali, e portò Monchio all'attenzione dei comandi tedeschi, contribuedo a crearlo bersaglio per la successiva strage di Monchio.
Monchio fu oggetto di grande attenzione durante la fine della seconda guerra mondiale dove fu centro di grandi barbarie e stragi da parte delle truppe nazifascista.